# Peachland
Peachland – miasto w Stanach Zjednoczonych, w stanie Karolina Północna, w hrabstwie Anson.